# Окпара, Уильям
Уильям Нвадиноби Окпара (англ. William Nwadinobi "Willy" Okpara; родился 7 мая 1968 года в Лагосе, Нигерия) — нигерийский футболист, вратарь. Известен по выступлениям за «Орландо Пайретс» и сборной Нигерии. Участник чемпионата мира 1998 года.

## Клубная карьера
Уильям начал карьеру на родине два сезона отыграв за местный «Лагос». В 1989 году он перешёл в южноафриканский «Орландо Пайретс», в котором и провёл всю остальную карьеру. В 1990 году Окпара завоевал место основного вратаря и вплоть до 2002 года не проигрывал конкуренции. С командой Уильям трижды выиграл чемпионат ЮАР, столько же раз стал обладателем Кубка Восьми, а также завоевал Суперкубок КАФ и выиграл Лигу чемпионов. В 2005 году он принял решение завершить карьеру, но остался в клубе в качестве тренера вратарей.

## Международная карьера
В 1987 году в составе молодёжной сборной Нигерии Окпара принял участие в молодёжном Чемпионате мира в Чили.
В 1996 году Уильям дебютировал за сборную Нигерии. В 1998 году Окпара в составе национальной команды принял участие в Чемпионате мира во Франции. На турнире он был запасным вратарем и не провёл на поле ни минуты.

## Достижения
«Орландо Пайретс»
- Чемпионат ЮАР по футболу — 1994
- Чемпионат ЮАР по футболу — 2000/2001
- Чемпионат ЮАР по футболу — 2002/2003
- Обладатель Кубка восьми — 1993
- Обладатель Кубка восьми — 1996
- Обладатель Кубка восьми — 2000
- Обладатель Кубка чемпионов КАФ — 1995
- Обладатель Суперкубка КАФ — 1996